# Gentianella arenaria
Gentianella arenaria är en gentianaväxtart som först beskrevs av Carl Maximowicz, och fick sitt nu gällande namn av T.N. Ho. Gentianella arenaria ingår i släktet gentianellor, och familjen gentianaväxter. Inga underarter finns listade i Catalogue of Life.